# تریومف ۱۳۰۰
تریومف ۱۳۰۰ (Triumph ۱۳۰۰) خودرویی است که در سال‌های ۱۹۶۵ تا ۱۹۷۰۱۱۳،۰۰۸ ۱۳۰۰
۳۵،۳۴۲ ۱۳۰۰TC madeتولید شده‌است.
موتور آن ۱۲۹۶ سی‌سی سیستم جعبه‌دندهٔ آن دنده به صورت دستی است.